# Lestkov
Lestkov (deutsch Leskau) ist eine Gemeinde im Okres Tachov in Tschechien.

## Geographische Lage
Die Ortschaft liegt in Westböhmen, zehn Kilometer östlich von Planá (Plan) an der Straße nach Konstantinovy Lázně (Konstantinsbad), in einer Höhe von 617 m ü. M.

## Geschichte

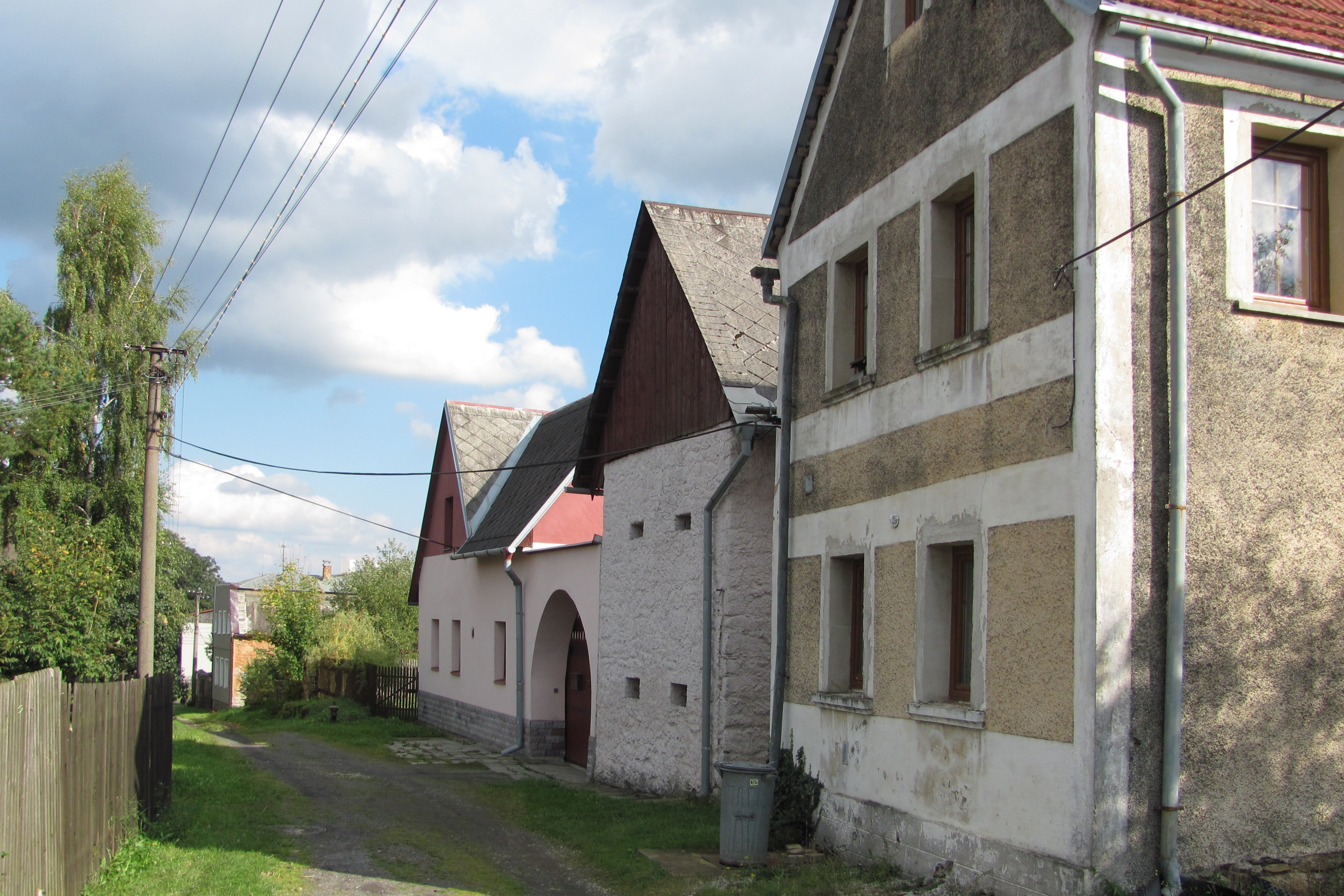
Straßenzug (Aufnahme 2012)

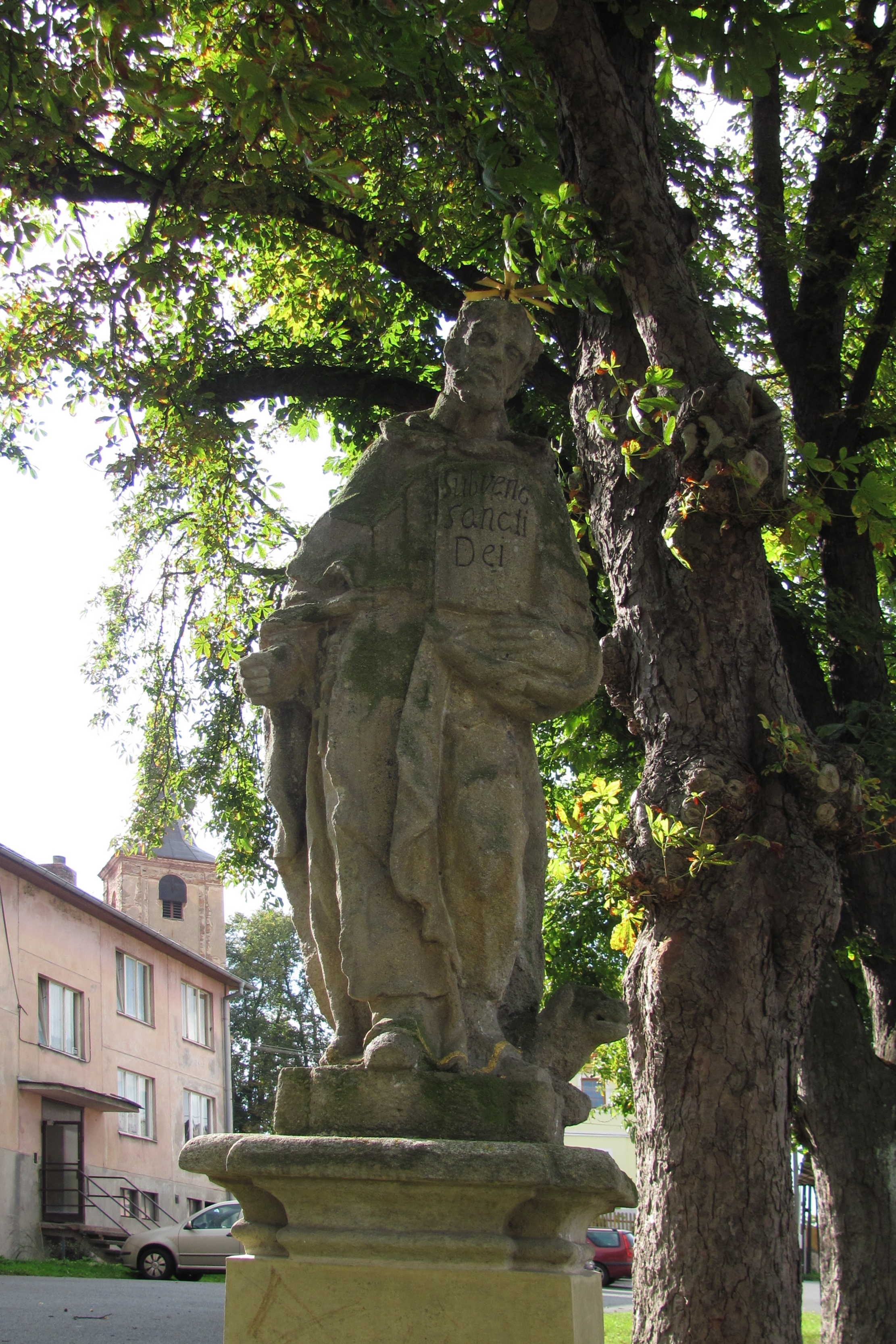
St.-Dominik-Statue

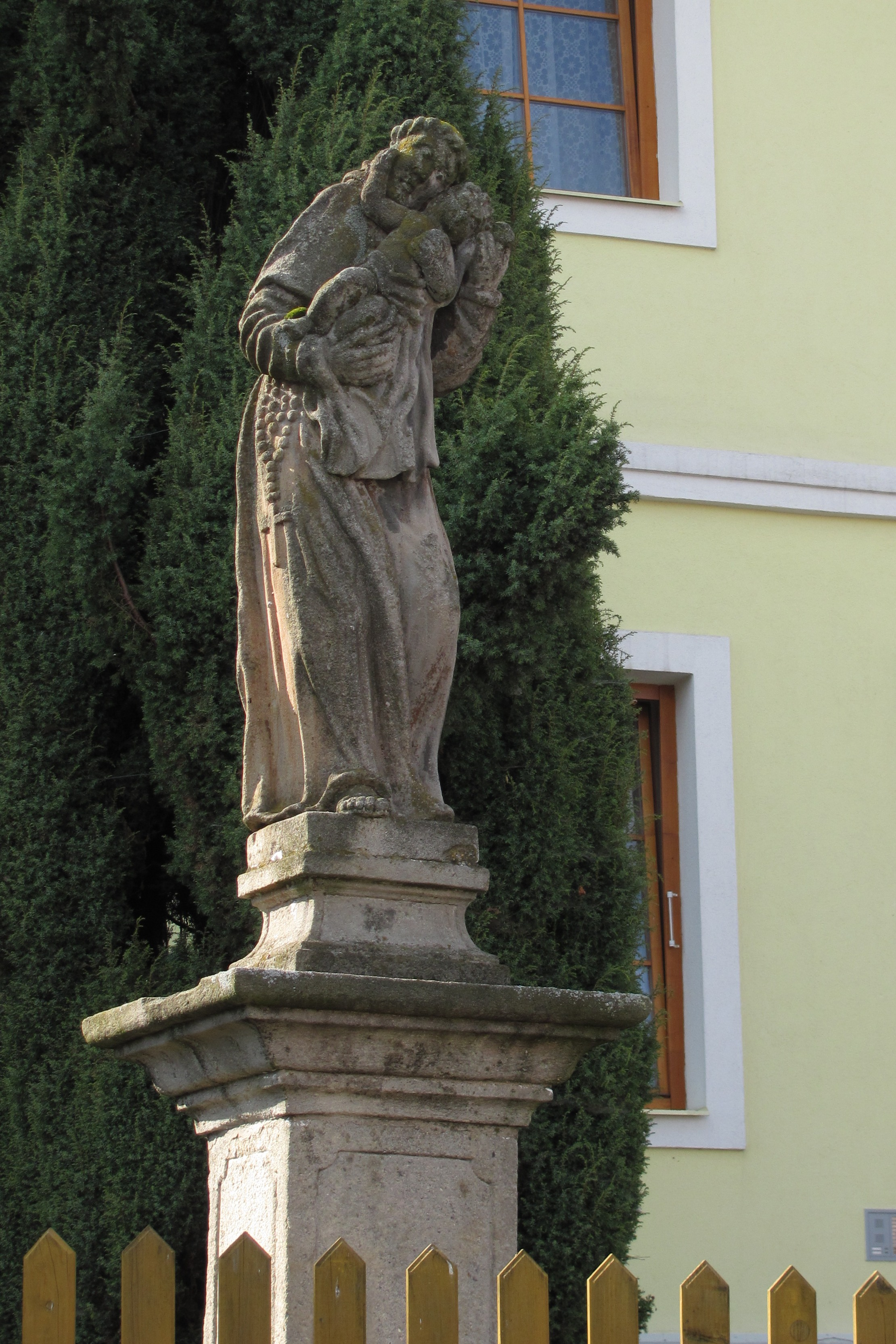
Statue des hl. Antonius von Padua

Die erste Erwähnung von Lezchow stammt aus dem Jahre 1257. Seit 1262 ist der Ort als Pfarrsitz nachweisbar. Die Kirche St. Prokop wurde 1740 und 1780 erneuert. Bis zum Tode des Grafen Johann Friedrich von Schwanberg im Jahre 1659 war das Städtchen im Besitz der Schwanberger, deren Wappen – der Schwan – auch noch heute das Gemeindewappen darstellt. Nächste Besitzer waren die Grafen von Heisenstein, 1712 erwarb Maximilian Karl Fürst zu Löwenstein auf Weseritz Leskau. Leskau besaß seit 1506 einen Wochenmarkt. 1508 erhielt der Ort Handelsfreiheit und Privilegien zur Selbstverwaltung und Gerichtsbarkeit verliehen. 1524 kamen das Siederecht und 1527 die Erlaubnis für zwei Jahrmärkte hinzu. 
Im Laufe des 18. und 19. Jahrhunderts verlor Leskau immer mehr an Bedeutung, die Ursache lag zum einen in der Nähe zu der aufstrebenden Stadt Plan. Auch die Errichtung des Kurbades Konstantinsbad im Jahre 1874 führte zu weiterer Stagnation und das auf halbem Wege zwischen beiden Orten gelegene Leskau erhielt keinen Anschluss an das neue wichtige Verkehrsmittel, die Eisenbahn.
Nach der Aufhebung der Patrimonialherrschaften kam Leskau zum Bezirk Plan. In der Folgezeit wechselte die Zugehörigkeit mehrfach zwischen den politischen Bezirken Weseritz, Tepl und schließlich Marienbad. Nach dem Ersten Weltkrieg wurde Leskau 1919 der neu geschaffenen Tschechoslowakei zugeschlagen. Aufgrund des Münchner Abkommens gehörte Leskau von 1938 bis 1945 zum Landkreis Tepl, Regierungsbezirk Eger, im Reichsgau Sudetenland.
1838 lebten in dem Städtchen Leskau noch 907 Menschen, 1939 waren es 820. Nach Ende des Zweiten Weltkriegs wurde im Jahr 1945 der Besitz der Fürsten zu Löwenstein enteignet. Die deutschböhmischen Bewohner von Leskau wurden enteignet und vertrieben.  Im Jahre 1991 hatte der Ort 250 Einwohner.

### Demographie
| Jahr | Einwohner | Anmerkungen                                        |
| ---- | --------- | -------------------------------------------------- |
| 1785 | 0 k. A.   | 29 Häuser                                          |
| 1830 | 0 803     | in 113 Häusern                                     |
| 1832 | 0800      | in 113 Häusern                                     |
| 1837 | 0907      | in 118 Häusern, darunter sieben Israelitenfamilien |
| 1869 | 1077      | [ 7 ]                                              |
| 1880 | 1090      | [ 7 ]                                              |
| 1890 | 1078      | [ 7 ]                                              |
| 1900 | 1058      | [ 7 ]                                              |
| 1910 | 1044      | [ 7 ]                                              |
| 1921 | 0868      | davon 860 deutsche Einwohner                       |
| 1930 | 0873      | [ 9 ]                                              |
| 1939 | 0820      | [ 9 ]                                              |

| Jahr      | 1950 | 1961 | 1970 | 1980 | 1991 | 2001 | 2011 |
| --------- | ---- | ---- | ---- | ---- | ---- | ---- | ---- |
| Einwohner | 310  | 382  | 559  | 418  | 346  | 361  | 357  |

## Gemeindegliederung
Die Gemeinde Lestkov besteht aus den Ortsteilen:
- Domaslav (Böhmisch Domaschlag), 26 Einwohner, Ersterwähnung 1227
- Hanov (Honau), 16 Einwohner, Ersterwähnung 1367,
- Lestkov
- Stan (Gstom), 28 Einwohner, Ersterwähnung 1357, mit
  - Dolní Víska (Unterdörflas), keine ständigen Einwohner, nur 2 Nebenwohnsitze, Ersterwähnung 1654
- Vrbice u Bezdružic (Fürwitz), 1 Einwohner, Ersterwähnung 1367, und
- Vysoké Jamné (Hohenjamny), 26 Einwohner, Ersterwähnung 1208.

Grundsiedlungseinheiten sind Dolní Víska, Domaslav, Hanov, Lestkov, Stan, Vrbice u Bezdružic und Vysoké Jamné.
Das Gemeindegebiet gliedert sich in die Katastralbezirke Dolní Víska, Domaslav, Hanov u Lestkova, Lestkov, Stan u Lestkova, Vrbice u Bezdružic und Vysoké Jamné. Auf dem Gemeindegebiet befinden sich die in den 1950er und 1960er Jahren aufgelassenen Orte und Wohnplätze Český Mlýn (Böhmische Mühle), Horní Víska (Oberdörflas) und Milkov (Millikau). Bereits seit dem 16. Jahrhundert sind die Wüstungen Kopáčov, Křivoústy und Tisvice verlassen, ihre Bewohner fielen der Pest zum Opfer und die Orte wurden nicht wieder besiedelt.

## Sehenswürdigkeiten

### St.-Prokop-Kirche
Die Kirche des hl. Prokop, die das Bild des Ortes prägt, war über Jahrzehnte eine Ruine und ist in neuerer Zeit wieder instand gesetzt worden. Sie bestand bereits im Jahre 1375. Zu dieser Zeit unterstand sie dem Patronat der Schwanberger und Johann von Schwanberg übte das Amt des Pfarrers aus. Während des Dreißigjährigen Krieges war das Bauwerk stark verfallen und 1647 ließ der Pfarrer Kaspar Haas Teile der Kirche abbrechen. In der Zeit von 1739 bis 1740 erfolgte ein Umbau des Gotteshauses und 1780 wurden erneut Baumaßnahmen durchgeführt. Dabei erhielt die Kirche ihre barocke Gestalt.
Während der kommunistischen Herrschaft verfiel die Kirche. Bei einem Sturm stürzte 1972 das Turmkreuz vom Kirchturm herunter. Im Oktober 1993 brach der Dachstuhl des Kirchenschiffes zusammen und stürzte ins Kircheninnere. Gegen einen weiteren Verfall werden derzeit Sicherungsmaßnahmen an der Ruine durchgeführt.
Die aus der Zeit von 1720 bis 1730 stammende Ausstattung befindet sich heute teilweise in der Kirche in Domaslav, weitere Stücke sind in Pilsen im Bischofssitz eingelagert.
Die Kirche war früher von einem Friedhof umgeben, der 1683 mit der Anlegung des neuen Friedhof an der heute abgerissenen Kapelle Johannes des Täufers geschlossen wurde. Im Zuge der 1780 an der Kirche durchgeführten Bauarbeiten wurde er aufgehoben und die Gräber teilweise auf den Neuen Friedhof umgebettet.

### Weitere Bauwerke
Neben der Kirchenruine prägt auch das ehemalige Schulhaus am Marktplatz das Ortsbild. Es entstand 1876 anstelle eines Vorgängerbaus aus dem Jahre 1679 für 16.400 Gulden und diente bis 1999 als örtliche Schule. Nach der Einstellung des Schulbetriebes wurde das Gebäude zum Gemeindeamt umgenutzt.

Vor dem Gemeindeamt befindet sich eine Statue des Hl. Antonius von Padua. Eine weitere Bildsäule, die den Ortspatron, den hl. Prokop, darstellt, steht in den Baumreihen auf dem Markt. In Lestkov befindet sich auch ein alter Kornspeicher.

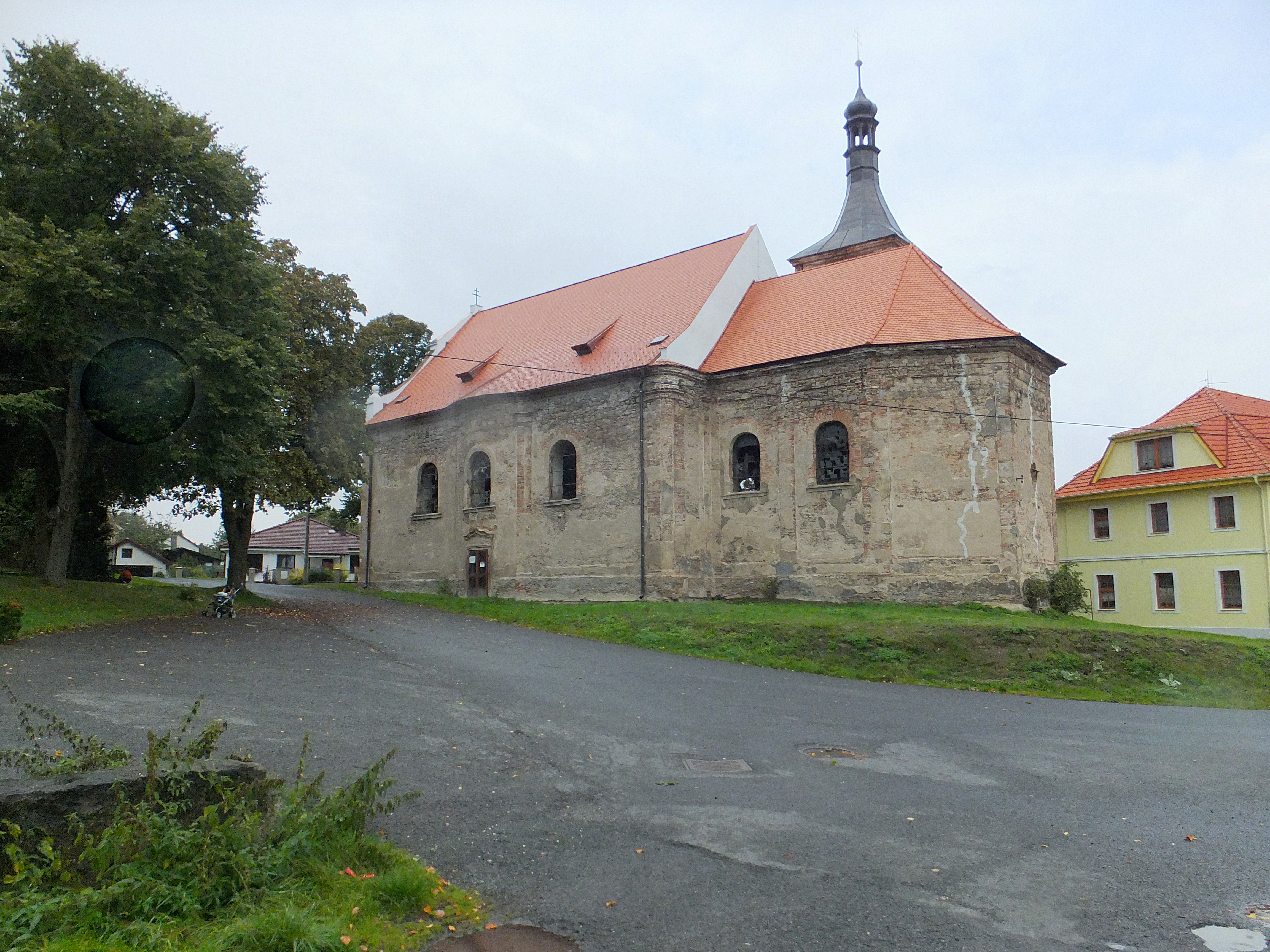
Kirche St. Prokop, aus südöstlicher Richtung (Aufnahme 2014)
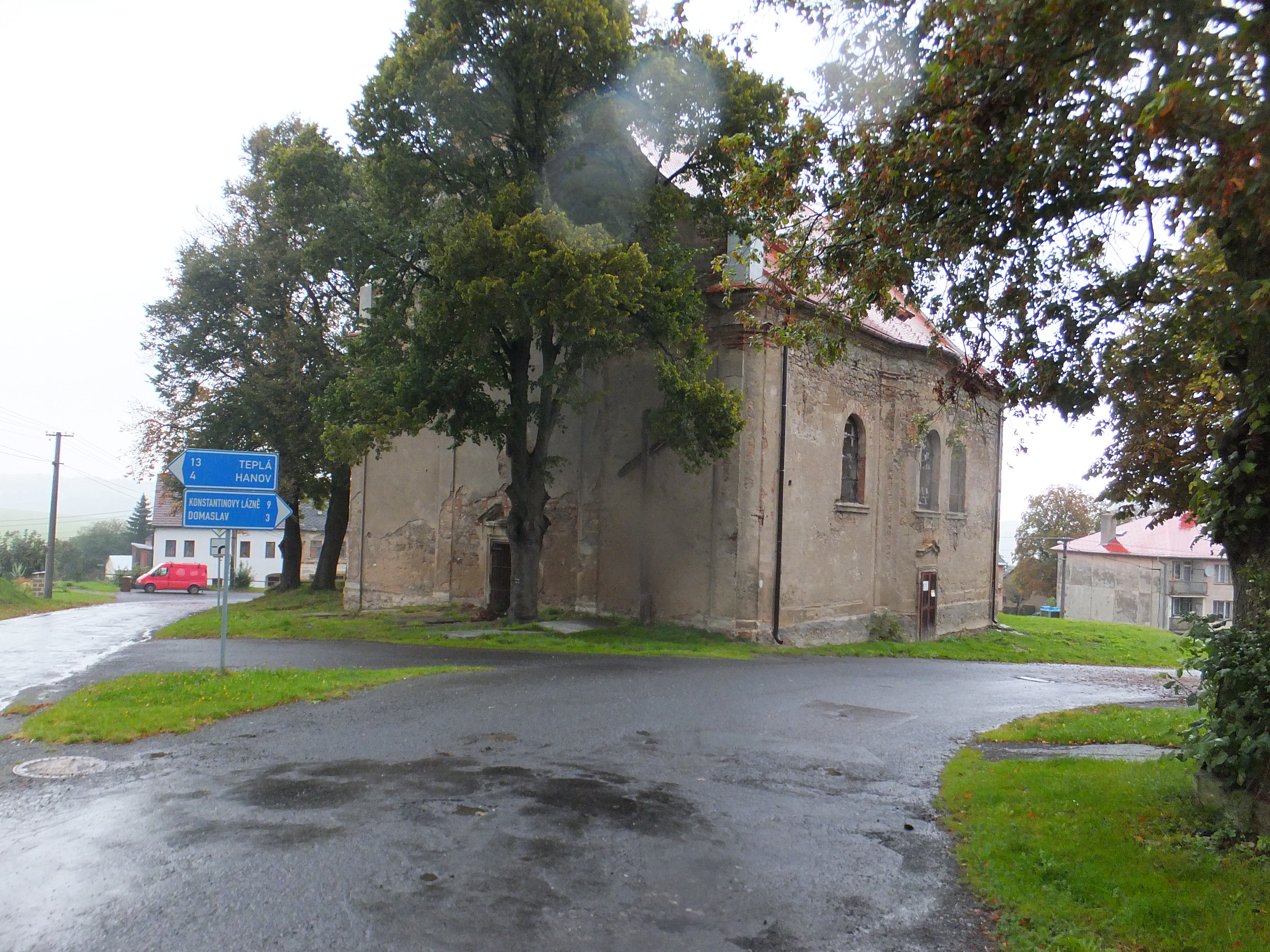
Kirche St. Prokop, aus südwestlicher Richtung (Aufnahme 2014)
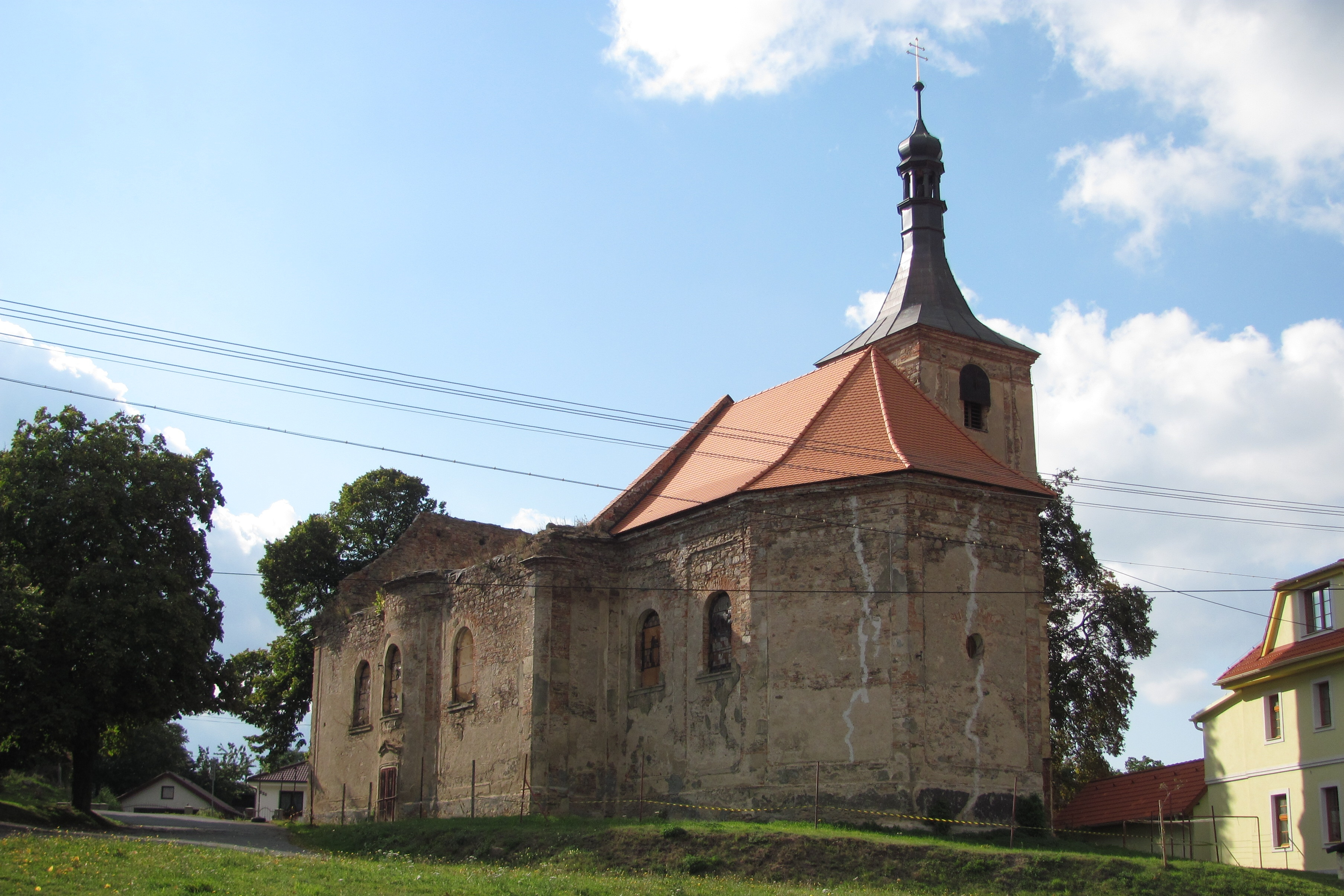
Kirche St. Prokop (Aufnahme 2012)
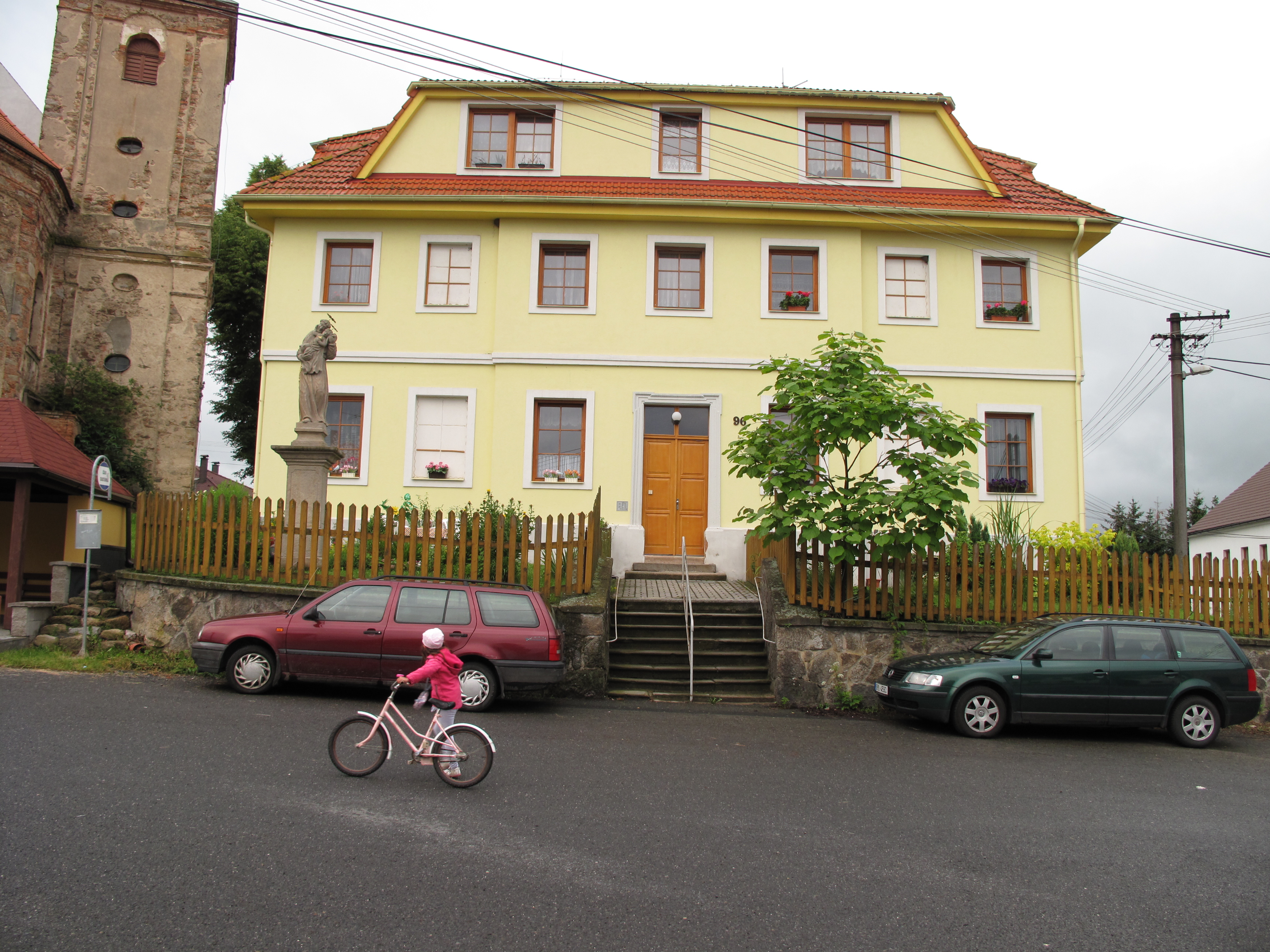
Pfarrhaus (Aufnahme 2016)